# Lamprosema caeruleonigra
Lamprosema caeruleonigra là một loài bướm đêm trong họ Crambidae.